# Eliminatórias da Copa do Mundo FIFA de 2018 - América do Norte, Central e Caribe (quinta fase)
Esta página apresenta os resultados das partidas da quinta fase das eliminatórias norte, centro-americana e caribenha para a Copa do Mundo FIFA de 2018.

## Formato
Um total de seis equipes que avançaram da quarta fase (três vencedores e os três segundo colocados de cada grupo) irão disputar as partidas um contra o outro em um único grupo. As três melhores equipes classificadas equipes se classificaram a Copa do Mundo FIFA de 2018, e o quarto colocado avançou para a disputa da repescagem.
O sorteio para esta fase foi realizado em 8 de julho de 2016 na sede da CONCACAF em Miami Beach, Estados Unidos. Como o sorteio foi realizado antes do término da quarta fase, a identidade dos classificados não eram conhecidos na época, com exceção do México que já estava classificado como vencedor do Grupo A.

## Equipes classificadas
| Grupo (4ª fase) | Vencedores     | Segundos colocados |
| --------------- | -------------- | ------------------ |
| A               | México         | Honduras           |
| B               | Costa Rica     | Panamá             |
| C               | Estados Unidos | Trinidad e Tobago  |

## Classificação
| Pos | Equipe            | Pts | J  | V | E | D | GP | GC | SG  |                             |  | MEX | CRC | PAN | HON | USA | TRI |
| --- | ----------------- | --- | -- | - | - | - | -- | -- | --- | --------------------------- |  | --- | --- | --- | --- | --- | --- |
| 1   | México            | 21  | 10 | 6 | 3 | 1 | 16 | 7  | +9  | Copa do Mundo de 2018       |  | —   | 2–0 | 1–0 | 3–0 | 1–1 | 3–1 |
| 2   | Costa Rica        | 16  | 10 | 4 | 4 | 2 | 14 | 8  | +6  | Copa do Mundo de 2018       |  | 1–1 | —   | 0–0 | 1–1 | 4–0 | 2–1 |
| 3   | Panamá            | 13  | 10 | 3 | 4 | 3 | 9  | 10 | −1  | Copa do Mundo de 2018       |  | 0–0 | 2–1 | —   | 2–2 | 1–1 | 3–0 |
| 4   | Honduras          | 13  | 10 | 3 | 4 | 3 | 13 | 19 | −6  | Repescagem intercontinental |  | 3–2 | 1–1 | 0–1 | —   | 1–1 | 3–1 |
| 5   | Estados Unidos    | 12  | 10 | 3 | 3 | 4 | 17 | 13 | +4  | Eliminados                  |  | 1–2 | 0–2 | 4–0 | 6–0 | —   | 2–0 |
| 6   | Trinidad e Tobago | 6   | 10 | 2 | 0 | 8 | 7  | 19 | −12 | Eliminados                  |  | 0–1 | 0–2 | 1–0 | 1–2 | 2–1 | —   |

## Partidas

### Primeira rodada
| 11 de novembro de 2016 | Honduras | 0 – 1     | Panamá      | Estádio Olímpico Metropolitano, San Pedro Sula |
| 14:35 (UTC−6)          |          | Relatório | Escobar 22' | Público: 38 000 Árbitro: CUB Yadel Martínez    |

| 11 de novembro de 2016 | Trinidad e Tobago | 0 – 2     | Costa Rica                    | Estádio Hasely Crawford, Port of Spain     |
| 19:05 (UTC−4)          |                   | Relatório | Bolaños 65' · Matarrita 90+2' | Público: 13 500 Árbitro: HON Óscar Moncada |

| 11 de novembro de 2016 | Estados Unidos | 1 – 2     | México                  | Mapfre Stadium, Columbus                  |
| 20:01 (UTC−5)          | Wood 49'       | Relatório | Layún 20' · Márquez 88' | Público: 24 640 Árbitro: GUA Walter López |

### Segunda rodada
| 15 de novembro de 2016 | Honduras                                   | 3 – 1     | Trinidad e Tobago | Estádio Olímpico Metropolitano, San Pedro Sula |
| 16:05 (UTC−6)          | Quioto 16' · Izaguirre 19' · Hernández 81' | Relatório | Mitchell 52'      | Público: 32 900 Árbitro: USA Jair Marrufo      |

| 15 de novembro de 2016 | Panamá | 0 – 0     | México | Estádio Rommel Fernández, Cidade do Panamá   |
| 21:05 (UTC−5)          |        | Relatório |        | Público: 26 500 Árbitro: CRC Ricardo Montero |

| 15 de novembro de 2016 | Costa Rica                                    | 4 – 0     | Estados Unidos | Estádio Nacional, San José                      |
| 20:05 (UTC−6)          | Venegas 44' · Bolaños 69' · Campbell 74', 78' | Relatório |                | Público: 35 062 Árbitro: MEX César Arturo Ramos |

### Terceira rodada
| 24 de março de 2017 | Trinidad e Tobago | 1 – 0     | Panamá | Estádio Hasely Crawford, Port of Spain        |
| 19:00 (UTC−4)       | Molino 37'        | Relatório |        | Público: 12 000 Árbitro: HON Melvin Matamoros |

| 24 de março de 2017 | México                    | 2 – 0     | Costa Rica | Estádio Azteca, Cidade do México        |
| 19:50 (UTC−6)       | Hernández 8' · Araujo 45' | Relatório |            | Público: 61 697 Árbitro: PAN John Pitti |

| 24 de março de 2017 | Estados Unidos                                                 | 6 – 0     | Honduras | Avaya Stadium, San José                   |
| 19:55 (UTC−7)       | Lletget 5' · Bradley 27' · Dempsey 32', 49', 54' · Pulisic 46' | Relatório |          | Público: 17 729 Árbitro: GUA Walter López |

### Quarta rodada
| 28 de março de 2017 | Honduras   | 1 – 1     | Costa Rica | Estádio Francisco Morazán, San Pedro Sula |
| 15:00 (UTC−6)       | Lozano 34' | Relatório | Waston 68' | Público: 15 800 Árbitro: SLV Joel Aguilar |

| 28 de março de 2017 | Trinidad e Tobago | 0 – 1     | México    | Estádio Hasely Crawford, Port of Spain       |
| 19:00 (UTC−4)       |                   | Relatório | Reyes 58' | Público: 14 822 Árbitro: JAM Valdin Legister |

| 28 de março de 2017 | Panamá    | 1 – 1     | Estados Unidos | Estádio Rommel Fernández, Cidade do Panamá      |
| 21:05 (UTC−5)       | Gómez 43' | Relatório | Dempsey 39'    | Público: 23 052 Árbitro: MEX César Arturo Ramos |

### Quinta rodada
| 8 de junho de 2017 | Estados Unidos   | 2 – 0     | Trinidad e Tobago | Dick's Sporting Goods Park, Commerce City  |
| 18:00 (UTC−7)      | Pulisic 52', 62' | Relatório |                   | Público: 19 188 Árbitro: HON Óscar Moncada |

| 8 de junho de 2017 | Costa Rica | 0 – 0     | Panamá | Estádio Nacional, San José                |
| 20:00 (UTC−6)      |            | Relatório |        | Público: 35 040 Árbitro: USA Jair Marrufo |

| 8 de junho de 2017 | México                                | 3 – 0     | Honduras | Estádio Azteca, Cidade do México          |
| 21:00 (UTC−5)      | Alanís 34' · Lozano 63' · Jiménez 66' | Relatório |          | Público: 38 565 Árbitro: CAN Drew Fischer |

### Sexta rodada
| 11 de junho de 2017 | México   | 1 – 1     | Estados Unidos | Estádio Azteca, Cidade do México          |
| 19:30 (UTC−5)       | Vela 23' | Relatório | Bradley 6'     | Público: 71 319 Árbitro: SLV Joel Aguilar |

| 13 de junho de 2017 | Panamá                 | 2 – 2     | Honduras             | Estádio Rommel Fernández, Cidade do Panamá  |
| 20:35 (UTC−5)       | Pérez 40' · Torres 90' | Relatório | Quioto 5' · Elis 65' | Público: 25 900 Árbitro: MEX Roberto García |

| 13 de junho de 2017 | Costa Rica          | 2 – 1     | Trinidad e Tobago | Estádio Nacional, San José                  |
| 20:00 (UTC−6)       | Calvo 1' · Ruiz 44' | Relatório | Molino 35'        | Público: 34 429 Árbitro: CUB Yadel Martínez |

### Sétima rodada
| 1 de setembro de 2017 | Estados Unidos | 0 – 2     | Costa Rica     | Red Bull Arena, Harrison                |
| 18:55 (UTC−4)         |                | Relatório | Ureña 30', 82' | Público: 26 500 Árbitro: PAN John Pitti |

| 1 de setembro de 2017 | Trinidad e Tobago | 1 – 2     | Honduras            | Estádio Ato Boldon, Couva                     |
| 20:00 (UTC−4)         | Jones 66' (pen)   | Relatório | López 7' · Elis 16' | Público: 5 002 Árbitro: MEX Fernando Guerrero |

| 1 de setembro de 2017 | México     | 1 – 0     | Panamá | Estádio Azteca, Cidade do México          |
| 20:30 (UTC−5)         | Lozano 53' | Relatório |        | Público: 37 845 Árbitro: GUA Walter López |

### Oitava rodada
| 5 de setembro de 2017 | Honduras   | 1 – 1     | Estados Unidos | Estádio Olímpico Metropolitano, San Pedro Sula |
| 15:36 (UTC−6)         | Quioto 27' | Relatório | Wood 84'       | Público: 38 000 Árbitro: SLV Joel Aguilar      |

| 5 de setembro de 2017 | Panamá                                        | 3 – 0     | Trinidad e Tobago | Estádio Rommel Fernández, Cidade do Panamá  |
| 21:05 (UTC−5)         | Torres 39' · Mitchell 57' (g.c.) · Arroyo 85' | Relatório |                   | Público: 17 500 Árbitro: CRC Henry Bejarano |

| 5 de setembro de 2017 | Costa Rica | 1 – 1     | México            | Estádio Nacional, San José               |
| 20:05 (UTC−6)         | Ureña 83'  | Relatório | Gamboa 42' (g.c.) | Público: 34 420 Árbitro: USA Mark Geiger |

### Nona rodada
| 6 de outubro de 2017 | Estados Unidos                                  | 4 – 0     | Panamá | Orlando City Stadium, Orlando               |
| 19:35 (UTC−4)        | Pulisic 7' · Altidore 18', 43' (pen) · Wood 63' | Relatório |        | Público: 25 303 Árbitro: MEX Roberto García |

| 6 de outubro de 2017 | México                                     | 3 – 1     | Trinidad e Tobago | Estádio Alfonso Lastras Ramírez, San Luis Potosí |
| 20:30 (UTC−5)        | Lozano 78' · Hernández 88' · Herrera 90+4' | Relatório | Winchester 66'    | Público: 25 111 Árbitro: SKN Kimbell Ward        |

| 7 de outubro de 2017 | Costa Rica   | 1 – 1     | Honduras      | Estádio Nacional, San José                      |
| 16:00 (UTC−6)        | Waston 90+4' | Relatório | Hernández 67' | Público: 24 948 Árbitro: MEX César Arturo Ramos |

### Décima rodada
| 10 de outubro de 2017 | Panamá                    | 2 – 1     | Costa Rica  | Estádio Rommel Fernández, Cidade do Panamá |
| 20:30 (UTC−5)         | Pérez 53' · R. Torres 88' | Relatório | Venegas 37' | Público: 26 503 Árbitro: GUA Walter López  |

| 10 de outubro de 2017 | Honduras                                 | 3 – 2     | México                 | Estádio Olímpico Metropolitano, San Pedro Sula |
| 18:00 (UTC−6)         | Elis 34' · Ochoa 54' (g.c.) · Quioto 60' | Relatório | Peralta 16' · Vela 38' | Público: 37 000 Árbitro: SLV Joel Aguilar      |

| 10 de outubro de 2017 | Trinidad e Tobago                  | 2 – 1     | Estados Unidos | Estádio Ato Boldon, Couva                |
| 20:00 (UTC−4)         | Gonzalez 17' (g.c.) · A. Jones 37' | Relatório | Pulisic 47'    | Público: 1 500 Árbitro: SLV Marlon Mejía |